# Polysphincta latistriata
Polysphincta latistriata är en stekelart som beskrevs av Julius Theodor Christian Ratzeburg 1844. Polysphincta latistriata ingår i släktet Polysphincta och familjen brokparasitsteklar. Inga underarter finns listade i Catalogue of Life.